# منزل ملك الشعرا بهار
منزل ملك الشعرا بهار (بالفارسية: خانه ملک الشعرا بهار) هو منزل تاريخي يعود إلى عصر دولة بهلوية، ويقع في طهران.